# Cleora imparata
Cleora imparata är en fjärilsart som beskrevs av Fletcher 1953. Cleora imparata ingår i släktet Cleora och familjen mätare. Inga underarter finns listade i Catalogue of Life.